# Revista Arts i Estudis

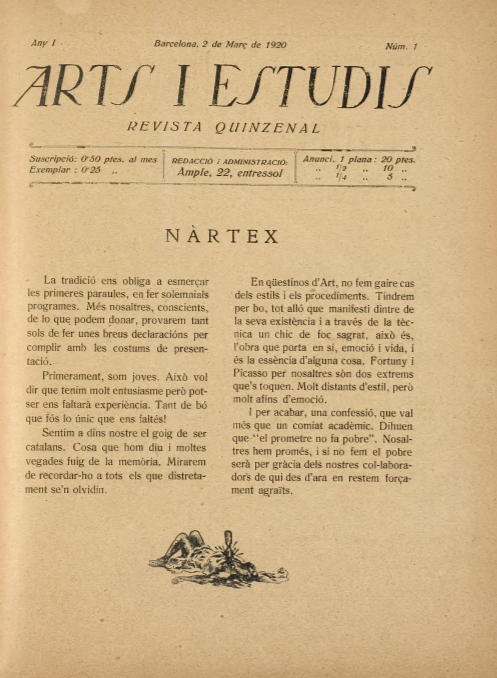
Arts i Estudis. Primer número publicat al març de 1920

La revista Arts i Estudis fundada el març del 1920 per un grup de joves catalans amb l'ajuda dels col·laboradors Josep Farran i Mayoral i Manuel de Montoliu, va patir una censura per part del govern i va haver de suspendre la publicació dels seus números el 3 d'abril del 1920, tenint tan sols tres números en el mercat.

## Naixement
La revista d'Arts i estudis va ser fundada per un grup de joves que tenien molt entusiasme, però potser estaven mancats d'experiència. Malgrat això, ho van aconseguir gràcies a l'ajuda dels col·laboradors Josep Farran i Mayoral, un periodista i traductor català; i Manuel de Montoliu, qui va destacar per les seves aportacions a la història de la literatura catalana.
Com s'exposa en un dels números de la gaseta, aquests joves que funden la gaseta són qui es preocupen pel nacionalisme català, que saben que Catalunya està patint una crisi de valors polítics i socials i que aquesta necessita les seves ànimes nobles i ingènues.
La revista tenia un format quinzenal, és a dir, l'exemplar sortia cada dues setmanes. Aquesta va tenir una durada efímera, però va aconseguir aparèixer en el mercat durant els mesos de març i abril del 1920, col·locant tres números a la venda. Els exemplars consistien en una recopilació de setze pàgines aproximadament on redactaven publicacions de temàtica variada, que s'exposarà en l'apartat següent.
Les publicacions constaven de diferents tipus de quotes; per una banda, trobem la subscripció mensual de 0,50 pessetes; i per l'altra el preu de l'exemplar per 0,25 pessetes. A la part superior de la pàgina, també podem observar les possibles tarifes que existien per la col·locació dels anuncis segons les planes que ocupessin, per exemple, un anunci a una plana costava vint pessetes; un a mitja plana, deu pessetes; i per acabar, un a un quart de plana, costava cinc pessetes.

## Història
Com ja s'ha esmentat en l'apartat anterior, la revista Arts i Estudis només va aconseguir col·locar tres números en el mercat, però tot i això, van confeccionar un model de revista, és a dir, la revista començava amb alguns anuncis que els comerciants pagaven per comunicar, això anava seguit de les publicacions que redactaven els joves, i finalment, la capçalera de comiat estava formada per la secció de Sport, la secció De l'Art de la Faràndola, que incloïa petites seccions destinades al teatre i les estrenes, i per acabar, la secció De Tot Arreu. La revista concloïa amb més rètols anunciats.
Una vegada ja tenien el seu patronatge de publicació fet, escrivien els seus articles i feien la tirada d'exemplars. Cal fer especial menció a una cita de l'últim número de la revista on s'especifica que si les circumstàncies ho permetien, es crearia una nova secció esportiva amb il·lustracions d'actualitat, se suprimiria l'antiga de sport i es vendria pels llegidors a 10 cèntims i de franc pels subscriptors.
Aquesta secció, i molts altres dels seus projectes, com per exemple, la innovació d'una novel·la policíaca adjuntada als exemplars a causa de l'èxit de la revista, mai van arribar a veure el llum, per la suspensió d'aquesta l'abril de 1920. Era una proposta molt ben plantejada, ja que era una forma d'agrair l'atenció i la confiança dels subscriptors que els llegien en cada publicació, oferint-la de manera gratuïta per a aquests, i per cinc cèntims més del preu normal als consumidors que no pagaven aquesta quota.
De la mateixa manera que s'expressa en el títol, Arts i Estudis, la gaseta gira entorn de l'art, i com ja exposen els joves només començar la seva redacció “en qüestions d'Art, no fem gaire cas dels estils i els procediments. Tindrem per bo, tot alió que manifesti dintre de la seva existència i a través de la tècnica chic de foc sagrat, això que és l'obra que porta en si, emoció i vida, i és l'essència d'alguna cosa”. Per tant, ja ens estan advertint la temàtica del seu programa.
En relació amb el contingut de la gaseta, dividirem els seus temes segons els números publicats. En el primer número, publicat el 2 de març del 1920, podem observar diverses publicacions, com ara, Les Paraules i Els Estudiants, on es fa una introducció i ens exposa que Catalunya es trobava en una crisi de valors socials i polítics, que els joves seran els qui es preocupin del nacionalisme català i que Catalunya necessita les ànimes nobles i d'heroica ingenuïtat per tirar endavant. També fan al·lusió a petites anècdotes personals, com és el cas del viatge a Damasc en caravana, fan referència al poeta Aribau com a autor del punt de partida de la Renaixença de la literatura Catalana, expliquen la transformació i l'evolució de les finestres gòtiques catalanes, l'Escola Musical Catalana i l'Ensenyament del català com a sentiment nacionalista i llengua que s'hauria de conservar.
En el segon número, publicat el 20 de març del 1920, també ens exposen les seves reflexions sobre els artistes i les seves obres; la Galeria d'Art, explicant-nos obres de Rusiñol i Pollés; El talent i la diversitat de les ciències; Notes sobre el tractament de les ferides a travers dels temps; Nocions breus de fotografia, on ens relaten com va sorgir i algunes de les seves pràctiques; i per acabar, la seva secció de Sport amb el partit entre Espanya i l'Avenç i la conferència que mai es va donar del Sr. Fernández.
L'últim número, publicat el 3 d'abril del 1920, també tracta sobre anècdotes personals, com és el cas de Criaturada o la Història d'un poble que volia ésser una ciutat, on ens explica les passes que va seguir el poble de Sant Julià de Valltorta per arribar a ser ciutat. En aquest número es rescaten publicacions antigues i es continuen. Nocions breus de fotografia té la seva continuació fent algunes indicacions i explicacions, i s'especifica que aquest apartat tindrà un final, possiblement en el següent número, però a causa de la suspensió, mai va sortir. El talent i la diversitat de les ciències té el seu acabament, també s'exposen alguns poemes i galeries d'art amb obres d'artistes, i finalment, en la secció del Sport es comuniquen les actualitzacions en el món del futbol, l'atletisme i dels primers campionats escolars de Catalunya.

## Final
Com s'ha exposat anteriorment, la revista Arts i Estudis va tenir una suspensió per part del govern que va ser anunciada a la capçalera final del número final de la gaseta especificant que “aquest número ha estat sotmès a la prèvia censura governativa”. És clar que les millores que tenien pensades el grup de joves no van poder ser realitzades, com és el cas de la continuació de la publicació El tractament de les ferides a través dels temps o la innovació de la secció esportiva amb fotografies de les semifinals del Campionat d'Espanya.

## Relació de directors, redactors i col·laboradors
| Autor                    | Publicació                              |
| ------------------------ | --------------------------------------- |
| Grup de joves            | Nàrtex                                  |
| Ramon Suriñach i Senties | Les paraules i els estudiants           |
| Manuel de Montoliu       | ¡Obriu pas!                             |
| Josep Maria López-Picó   | Corranda                                |
| Al Makkari               | La caravana                             |
| Marcel de Montoliu       | Bonaventura, Aribau, 1798               |
| Màrius Gifreda           | Evolució de la finestra gòtica catalana |
| Tomàs Buxó               | La escola musical catalana              |
| Pere Barnils             | La redempció dels sords                 |
| Felip de Solà            | L'ensenyament del català                |

| Autor                  | Publicació                                                   |
| ---------------------- | ------------------------------------------------------------ |
| Josep Farran i Mayoral | Noves reflexions sobre la violència                          |
| Víctor Hurtado         | Pau Piferrer                                                 |
| L'home extraordinari   | Pollés                                                       |
| Ramón Bertrán          | Recort                                                       |
| O. Durán n'Ocon        | El talent i la diversitat de les ciències                    |
| P. M.                  | Musicals                                                     |
| Ramir Torres Vilaró    | Lo bell somrís                                               |
| Josep de Ros           | Notes sobre el tractament de les ferides a través dels temps |
| Lluís Marquét          | Nocions breus de Fotografia                                  |
| Daniel Virgili         | Els beneficis                                                |
| Odón Hurtado           | Sport                                                        |
| J. P. B.               | La conferencia del Sr. Fernández                             |

| Autor                 | Publicació                                            |
| --------------------- | ----------------------------------------------------- |
| Claudi Omar i Barrera | Criaturada                                            |
| Jaume Pí i Bayo       | Història d'un poble que volia ésser ciutat            |
| Lluís Marquét         | Nocions breus de Fotografia (continuació)             |
| O. Durán n'Ocon       | El talent i la diversitat de les ciències (acabament) |
| Joaquim Ayné i Rabell | Jardins de ciutat...                                  |
| L'home extraordinari  | Galeria d'Art. Monpou - Artigas - Ismael              |
| Felip de Solà         | Jovenívola                                            |
| M. de Montoliu        | Impressió                                             |
| Daniel Virgili        | Despedides                                            |
| Odón Hurtado          | Sport                                                 |